# Премія імені А. Ф. Шекери у галузі хореографічного мистецтва
Премія імені А. Ф. Шекери у галузі хореографічного мистецтва — премія, заснована до дня народження українського хореографа, народного артиста України, лауреата Національної премії України імені Тараса Шевченка Анатолія Федоровича Шекери, яка з 2006 року є державною.

## Загальні відомості
Премія імені А. Ф. Шекери, лауреатами якої до 2006 року ставали Костянтин Костюков (Сербія), народні артисти України О. Філіп'єва, В. Яременко та В. Писарєв, одержала 2006 року статус державної.
З 2006 року премію присуджували артистам балету, хореографам, композиторам, диригентам, художникам за вагомий внесок у розвиток національного хореографічного мистецтва.
З 2017 присуджують балетмейстерам за видатні досягнення у сфері хореографічного мистецтва — постановки, що мають сценічне втілення на професійній сцені. На здобуття Премії висувається завершена постановка або сукупність постановок, прем'єри яких відбулися протягом останніх трьох років, але не пізніше, ніж за місяць до їх висування.
Здобувачам премії — лауреатам — вручається диплом; виплачується за рахунок коштів державного бюджету грошова винагорода у розмірі 20 тисяч гривень.
Повторно премію не присуджують.
Організаційно-методичний супровід присудження премії здійснює Державне агентство України з питань мистецтв та мистецької освіти 

## Лауреати премії
| Лауреати Премії імені А. Ф. Шекери у галузі хореографічного мистецтва | | |           |
| Рік                                                                   | Переможці | Місце роботи | Країна    |
| 2002                                                                  | Філіп'єва Олена Валеріївна, народна артистка України (1993) | прима-балерина Національної опери України | Україна   |
| 2003                                                                  | Костюков Костянтин Едуардович | соліст балету Белградського національного театру опери, балету та драми | Сербія    |
| 2004                                                                  | Яременко Віктор Анатолійович, народний артист України (1987) | художній керівник балету Національної опери України | Україна   |
| 2005                                                                  | Писарев Вадим Якович, народний артист України (1986) | художній керівник Донецького академічного театру опери та балету імені А. Солов'яненка                                                                                       | Україна   |
| 2006                                                                  | Таня Вуйсич-Тодоровська | прима балету Македонського театру опери та балету | Македонія |
| 2007                                                                  | Голякова Тетяна Федорівна, заслужена артистка України (1998), народна артистка України (2011)                                                                                       | артистка балету Національної опери України | Україна   |
| 2008                                                                  | Мотков Максим Михайлович, народний артист України (2007) | артист балету Національної опери України | Україна   |
| 2009                                                                  | премію не присуджували | |           |
| 2010                                                                  | Чепик Максим Володимирович, заслужений артист України (1994) | артист балету Національної опери України | Україна   |
| 2011                                                                  | Голиця Ольга Віталіївна, заслужена артистка України (2017) | артистка балету Національної опери України | Україна   |
| 2012                                                                  | Щербаков Віктор Вікторович, заслужений артист України (2011) | артист балету Національної опери України | Україна   |
| 2013                                                                  | Буличов Ігор В'ячеславович | артист балету Національного академічного театру опери та балету ім. Т. Г. Шевченка                                                                                           | Україна   |
| 2015                                                                  | Риндзак Тадей Йосифович, народний художник України (2002) Риндзак Михайло Йосифович, народний художник України (2010) Зінченко Оксана Кузьмівна, заслужений художник України (1991) | художники Львівського театру опери та балету імені С. Крушельницької | Україна   |
| 2016                                                                  | Чеботар Дмитро Олександрович | соліст балету Національного академічного театру опери та балету ім. Т. Г. Шевченка                                                                                           | Україна   |
| 2017                                                                  | Омельченко Дмитро Іванович | автор та постановник балетних вистав Дніпропетровського академічного театру опери та балету                                                                                  | Україна   |
| 2018                                                                  | Кон Сергій Володимирович | асистент балетмейстера Київського муніципального академічного театру опери і балету для дітей та юнацтва                                                                     | Україна   |
| 2019                                                                  | Клявін Дмитро Робертович, заслужений артист України (1999) | завідувач відділення класичного танцю хореографічної школи педагогічної практики коледжу хореографічного мистецтва «Київська муніципальна академія танцю імені Сержа Лифаря» | Україна   |
| 2020                                                                  | Шошин Артем Олександрович, заслужений артист України (2020) | артист балету Академічного театру «Київ Модерн-балет», засновник і художній керівник «Молодий балет Волині»                                                                  | Україна   |
| 2021                                                                  | вирішено не присуджувати — жоден кандидат не набрав достатньої кількості голосів | |           |
| 2022                                                                  | за рішенням Комітету з присудження премії лауреата не було обрано | |           |
| 2023                                                                  | члени Комітету вирішили утриматись від присудження вказаної премії у 2023 році. | |           |
| 2024                                                                  | члени Комітету вирішили утриматись від присудження у 2024 році премії | |           |